# Stummheit
Stummheit (lat. mutitas Stummheit; mutus stumm) ist ein entweder körperlich oder kognitiv bedingter Zustand, in dem sich ein Lebewesen nicht mit Lauten beziehungsweise mittels der Lautsprache artikulieren kann, obwohl es im Regelfall bei der Art möglich sein sollte. Beim Menschen bezeichnet der Ausdruck in erster Linie das Unvermögen zu sprechen.
Stummheit hat, je nach Ursachen, verschiedene ICD-10-Codierungen:
- ICD-10 R47 Dysphasie und Aphasie, andernorts nicht klassifiziert, sowie
- ICD-10 F44.4 Dissoziative Bewegungsstörungen (worunter auch psychogene Sprechstörungen gezählt werden)

Der selektive Mutismus, das seelisch bedingte Schweigen, hat eine eigene ICD-10-Chiffre, nämlich ICD-10 F94.0.
Andere Formen der Stummheit sind in der ICD-10-Klassifikation unter den jeweiligen körperlichen oder seelischen Ursachen aufgelistet.

## Symptome und Beschwerden
Stummheit ist die Unfähigkeit, zu sprechen bzw. sich lautsprachlich mitzuteilen.

## Ursachen
Stummheit kann in mehrere Arten untergliedert werden:
- Angeborene Stummheit (z. B. durch einen genetischen Defekt)
- Stummheit als Folge psychischer Einflüsse (z. B. Mutismus oder Stummheit infolge Autismus)
- Stummheit aufgrund physiologischer Faktoren wie der Beschädigung (zum Beispiel Riss) oder des Fehlens der Stimmbänder oder des gesamten Kehlkopfes (zum Beispiel Amputation nach Kehlkopfkrebs), auch die neurologisch bedingte Aphasie

Manchmal spricht man auch von Hörstummheit (Audimutitas) und Lautstummheit. Hörstummheit bedeutet, dass der Patient hören kann, aber sich nicht lautsprachlich artikulieren, d. h., nicht sprechen kann. Mit Lautstummheit ist gemeint, dass der stumme Patient Laute in den entsprechenden Bereichen des Gehirns nicht richtig zu Wörtern zusammenfügen kann bzw. den Sinn des Gehörten nicht versteht.

## Diagnose und Differentialdiagnose
Stummheit an sich ist relativ leicht zu diagnostizieren. Der stumme Patient spricht nicht, antwortet auch nicht auf Fragen. Zur Abgrenzung wird auch die Anamnese herangezogen, d. h., Angehörige und Verwandte werden befragt. Des Weiteren wird der Patient evtl. neurologisch und HNO-ärztlich untersucht, um die Ursache der Stummheit herauszufinden.
Stummheit ist abzugrenzen von anderen Krankheitsbildern, die ihr auf den ersten Blick ähneln können, nämlich z. B.:
- Hörbehinderung oder Gehörlosigkeit („Taubstummheit“); diese Folgestummheit tritt häufig auf, ist aber trainierbar.
- Selektiver Mutismus
- Soziale Phobie mit Sprechverweigerung
- Autismus
- Schwere geistige Behinderung
- Apraxie

Das gute Sozialverhalten, das intakte Gehör, die normale Intelligenz, die im Allgemeinen adäquate Stimmungslage und das Fehlen von Wahnvorstellungen und Schüchternheit differenzieren die Stummheit von den anderen genannten Störungen.

## Folgen und Komplikationen
Stummheit beeinträchtigt Berufschancen und Sozialkontakte ganz erheblich. Stummheit ist für den Patienten äußerst unangenehm, weil er sich z. B. gegen Hänseleien nur beschränkt wehren kann. Sie kann zu Diskriminierung, sozialer Isolation und Vereinsamung führen.

## Zitate und Redewendungen
- Im übertragenen Sinn heißt „stumm bleiben“ auch so viel wie „schweigen“
- die Redewendung „stumm wie ein Fisch“
- „Die sicherste Stummheit ist nicht das Schweigen, sondern das Sprechen.“ – Kierkegaard[1]

## Geschichte
Zur Geschichte und Ausgrenzung der Stummen (und der Gehörlosen) siehe unter Taubstummheit und Geschichte der Gehörlosen.